# Cherry Creek (Nowy Jork)
Cherry Creek – miasto w Stanach Zjednoczonych, w stanie Nowy Jork, w hrabstwie Chautauqua.